# 야스니엘 톨레도
야스니엘 톨레도 로페스(스페인어: Yasniel Toledo López, 1989년 9월 15일~)는 쿠바의 권투 선수이다. 쿠바 국가대표 선수로 활동하여 2012년 하계 올림픽에서 남자 라이트급 동메달을 획득했다. 또한 세계 선수권 대회에서 은메달 2개, 동메달 1개를 획득했고 팬아메리칸 게임에서 금메달 1개, 은메달 1개를 획득했다.